# Tom Green (acteur)
Pour les articles homonymes, voir Green.
Thom Green est un acteur et danseur australien, connu principalement pour son rôle de Sammy dans la série d'ABC (en) Dance Academy.

## Biographie
Il commence sa carrière professionnelle en 2007 dans le téléfilm de la Network Ten, Emerald Chutes aux côtés de Vince Colosimo, Georgie Parker et Catherine McClements. Il a également fait ses débuts sur scène en 2007 en jouant Phillip dans Lockie Leonard au sein de la compagnie de théâtre Merrigong.
En 2008, il joue dans deux courts métrages australiens, Vafadar et The Ground Beneath. Pour The Ground Beneath, il reçoit une nomination en 2008 aux AACTA Awards et remporte le prix du meilleur acteur en 2009 au Festival de St Kilda. 
En 2009 , il joue dans Voyeurnet le rôle de Dexter Walker dans le dix-neuvième épisode de la série Home and Away et dans le long métrage Beneath Hill 60. Il commence le tournage de la série télévisée Dance Academy le 13 juillet 2009. Il joue aussi dans une production théâtrale The Nargun and the Stars pour le Perth International Arts Festival et le festival de Sydney.
Il joue en 2012 dans le drame de Robert Carter, Thirst, aux côtés de Hanna Mangan-Lawrence, Myles Pollard et Victoria Haralabidou. Il a également joué dans sa première production américaine, Halo 4 : Aube de l'espérance , une websérie basée sur la série de jeux vidéo.

## Filmographie
| Année     | Titre                     | Type          | Épisodes | Rôles            |
| --------- | ------------------------- | ------------- | -------- | ---------------- |
| 2008      | Emerald chutes            | Téléfilm      |          | Zac Ferguson     |
| 2008      | The Ground Beneath        | Court métrage |          | Kaden            |
| 2008      | Vafadar                   | Court métrage |          | Vafa             |
| 2009      | Voyeurnet                 | Court métrage |          | Trent            |
| 2009      | Home and Away             | Série TV      | 19       | Dexter Walker    |
| 2009      | Sous Hill 60              | Long métrage  |          | Hutchings        |
| 2010-2012 | Dance Academy             | Série TV      | 53       | Samuel Lieberman |
| 2012      | Thirst                    | Long métrage  |          | Zacc             |
| 2012      | Halo 4: Forward Unto Dawn | Série Web     | 5        | Thomas Lasky     |
| 2013      | Camp                      | Série TV      | 10       | Kip Wampler      |